# 基督教信仰
基督教信仰（英語：Faith in Christianity），也称信心（并非“自信心”），或稱為信德，是耶稣基督传道的核心内容之一，这在大量有关福音的内容有所表现。信仰是一种不借助于人自身力量的行为，这种行为植根于对他们所信之人的力量和教导的精神寄托。宗教改革之后，对这个术语意义的不同理解成为了教会不同派别的重要神学争议之一。这一理解差异在1999年签署的《关于称义教义的联合声明》（Joint Declaration on the Doctrine of Justification）中得到了较好的和解。在基督教神学发展史中，对于该词的解释大多遵循了《希伯来书》第11章第1节的内容：“信就是所望之事的实底，是未见之事的确据。”。在其他的亚伯拉罕诸教中，信仰包括了对于上帝、上帝之国等的确信。